# Gary Ewing
Garisson Arthur Ewing, dit « Gary », né en 1944 est le personnage de fiction central de la série télévisée Côte Ouest diffusé en France en 1988, dérivée de Dallas. Le personnage de Gary apparaît également  dans Dallas 2012.
Son rôle est joué par David Ackroyd dans la première saison 1978 ensuite par Ted Shackelford.

## Caractéristiques du personnage
Deuxième fils de Jock et Ellie, rejeté par son père qui le trouve trop faible mais adoré par sa mère, du fait même de sa faiblesse (il lui rappelle son frère, Garrison). 
Après s'être marié très jeune avec Valene et en avoir eu une fille, Lucy, il a divorcé. 
Il se remarie avec Valene 17 ans plus tard, et Ellie leur offre une maison à Knots Landing. C'est là que l'histoire de Côte Ouest commence.
Au début de la série, Gary, nouvellement arrivé à Knots Landing, a à peine emménagé qu'il se voit offrir un poste par Sid Fairgate comme vendeur de voitures. Il ressent quelque chose de spécial pour Val mais ne peut s'empêcher de tomber amoureux de l'ensorcelante et attirante Abby Cunningham, avec qui il se lance dans les affaires. À la suite du décès de Jock, il héritera d'une bonne fortune, et achètera un ranch où il vivra avec Abby. 
Il ne divorcera que longtemps après, bien qu'il eût découvert à plusieurs reprises ses manigances. 
Gary est un bon père pour Olivia et Brian, les enfants d'Abby. 
Il n'apprendra que tardivement qu'il est le père des jumeaux de Valene (Bobby et Betsy), conçus dans la folie d'une nuit d'amour.
Gary a un gros problème avec l'alcool. Il finit même en prison pour le meurtre de Ciji Dune. 
En fait, il ne se rappelle rien de ce qui s'est passé cette soirée-là. Il est heureusement innocenté. Il parviendra à se débarrasser de son alcoolisme grâce aux réunions des Alcooliques anonymes. Gary est un homme sensible, compréhensif et doux. Il est aussi beau et suscite des passions féminines : Jill Bennett ou Kate Whittacker, mais aussi Cijii Dune, Cathy Geary. 
Il est à nouveau accusé de meurtre lorsqu'on retrouve le cadavre de Jill Bennett dans le coffre de sa voiture. En fait, celle-ci réellement amoureuse de lui jusqu'à la folie, a tout manigancé et en est morte. Son grand amour reste Valene et il finira par la retrouver et l'épouser une troisième fois.
Malgré sa réputation d'homme faible, il sait faire face aux coups du destin et lorsqu'il aura tout perdu, après avoir vendu son ranch, il recommencera à zéro.